# Leonor Pedrico Serradell
Leonor Pedrico Serradell (Lleida, 23 de gener de 1951 – Lleida, 8 de maig de 2013) fou una fotògrafa pionera i la primera fotoperiodista en terres de Lleida. Va arribar a la fotografia de manera autodidacta i al llarg de dues dècades va treballar per a mitjans de premsa escrita i audiovisual públics i privats. Així, amb les seves imatges fou cronista de la vida política i els canvis socials i econòmics que es produïren a la ciutat de Lleida al llarg dels anys vuitanta i noranta.

## Biografia
Estudià Enginyeria Tècnica Química (1971-73), però el seu interès per la fotografia va comportar que en començar a treballar ho fes com a redactora gràfica al diari Segre, entre els anys 1982 i 1984. Després treballà com a fotògrafa de l’Ajuntament de Lleida, entre 1984 i 1988, com a cap de publicitat i màrqueting de Ràdio Lleida-Cadena SER, entre 1989 i 1992, i com a directora del projecte de TV local de la Paeria, fins al 1994. També va col·laborar com a freelance en diversos mitjans, Europa Press i Efe, entre d'altres.
El compromís polític la portà al sindicalisme, l’activisme social i el feminisme. A finals dels anys setanta fou membre de la Comissió Executiva de la UGT de Lleida, i milità al PSC (R) i al PSC. Més endavant s'incorporà a Ciutadans pel Canvi (1999). A finals dels 90, desencisada pel funcionament de la política institucional, es va incorporar al Grup Feminista de Ponent-Grup de Dones de Lleida i formà part de l’Associació d’Amics del Poble Sahrauí.
Leonor Pedrico ha il·lustrat diverses publicacions i ha participat en exposicions individuals i col·lectives, entre les quals, organitzada l’any 1986 pels Serveis Territorials del Departament de Cultura de la Generalitat de Catalunya a Lleida, la mostra Nou fotògrafs de Ponent, que el 1987 es presentà també a Barcelona després d'haver recorregut les terres de Catalunya i Andorra.
El 1981 va rebre el primer premi de fotografia de la Campanya per a la Normalització Lingüística de Lleida. I el 2017 la Medalla de la Paeria a la Solidaritat, a títol pòstum.

## Premi de Fotografia Feminista Leonor Pedrico Serradell
Sempre va ser conscient que la fotografia era un suport essencial per a la memòria, i també per a la publicitat i la creació d’ideologia, i que això era rellevant en un món molt masculinitzat en què la dona esdevenia invisible o bé no apareixia sempre en els mitjans amb el respecte o l'equitat desitjables. Així, des de 2014 el Grup Feminista de Ponent-Grup de Dones de Lleida atorga el Premi de Fotografia Feminista Leonor Pedrico Serradell, que honora la seva memòria, «per visibilitzar les dones en tots els fronts, perquè la fotografía esdevingui una eina per expressar maneres feministes de veure i viure el món».